# Haikyu!!
Haikyuu!! (яп. ハイキュー!!, хайк'ю:!!) — японська манґа, написана та проілюстрована Харуїті Фурудате, публікувалася в журналі Weekly Shonen Jump видавництва Shueisha з лютого 2012 року до липня 2020 року, усі розділи зібрано в 45 томах-танкобонах. Історія розповідає про хлопця Хінату Сьойо, який має намір стати великим волейболістом, незважаючи на свій маленький зріст.
25-серійна аніме-екранізація від студії Production I.G виходила з квітня до вересня 2014 року. Другий сезон, який також складається з 25 серій, виходив з жовтня 2015 року до березня 2016 року. 10-серійний третій сезон транслювався з жовтня до грудня 2016 року. Четвертий сезон транслювався двома частинами: перші 13 серій вийшли в ефір з січня до квітня 2020 року, а другі 12 серій — з жовтня до грудня того ж року. Пізніше був оголошений аніме-фільм під назвою Haikyu!! Final, який стане фіналом серії.
У Північній Америці ліцензію на переклад манґи отримала Viz Media, тоді як ліцензію на трансляцію аніме англійською мовою — Sentai Filmworks.
І манґа, і аніме отримали позитивні відгуки. У 2017 році твір стала лауреатом 61-ї премії манґи Shogakukan за найкращу манґу в категорії сьонен. Станом на вересень 2023 року тираж Haikyu!! перевищив 60 мільйонів примірників, що робить її однією з найбільш продаваних серій манґи всіх часів.

## Сюжет
Хіната Сьойо — учень середньої школи, який випадково побачив матч національного чемпіонату по телевізору, після чого полюбив волейбол. Хіната вирішив стати подібним на того популярного гравця, якого він побачив по телевізору, через його прізвисько «Маленький гігант», попри свій невеликий ріст. Згодом Сьойо створює волейбольний клуб у школі, де і починає самостійну практику. Через відсутність учасників клуб перетворився на гурток, але на останньому році в середній школі в гурток вступає ще п'ятеро людей, і Хіната вирішує створити волейбольну команду і вирушити на турнір.
На турнір вирушає команда з трьох першокурсників, які ще не повністю вивчили правила волейболу, двох третьокурсників і самого Хінати. На своєму першому турнірі програє, адже вони грали проти школи Кітаґава Дайті, яка відома своєю сильною грою і знаменитим гравцем Каґеямою Тобіо, який отримав прізвисько «Король площадки». Попри програш, Хіната показав свій потенціал і неймовірно високі стрибки у висоту, які зацікавили Тобіо. Не збираючись приймати поразку, Шойо клянеться перемогти та перевершити Каґеяму.
Після переходу в старшу школу Карасуно Хіната зустрічає свого давнього суперника. Перші декілька днів у них були дуже напружені відносини, але потім вони найшли спільну мову, і їх життя почало швидко мінятись у кращу сторону. Поєднуючи майстерність геніального зв'язного з чудовим атлетизмом Хінати, дует створює новий вибуховий удар та розвиває несподіване, але потужне партнерство між зв'язним і догравальником.
По дорозі, Хіната і Каґеяма підштовхують один одного для розкриття їхнього всього потенціалу і Хіната налагоджує стосунки зі своєю першою реальною командою, тим самим розпочавши шлях до повернення репутації Карасуно і потрапити на Національний турнір.

## Медіа

### Манґа
Написано та проілюстровано Фурудате Харуіті, Haikyu!! спочатку був опублікований як ван-шот в Shueisha сезонному Jump NEXT 8 січня 2011 року. Другий ван-шот був опублікований у щотижневому дзвінку Shonen Jump 25 квітня 2011 року. Haikyu!! розпочав свою серіалізацію у Weekly Shonen Jump 20 лютого 2012 року. У 2019 році манґа дійшла до фінальної арки. Серія закінчилась 20 липня 2020 року. Shueisha зібрала свої розділи у 45 томах танкобону, що вийшли з 4 червня 2012 року по 4 листопада 2020 року.
На своїй сторінці New York Comic Con північноамериканський видавець Viz Media оголосив про свою ліцензію манґи та випустив аніме у 2016 році. Shueisha почала публікувати аніме англійською мовою на вебсайті та в додатку Manga Plus у січні 2019 року.
Додатковий продукт Haikyubu!! (яп. ハイキュー部!!, хайк'юбу!!) ілюстрований Міядзімою Кьохеєм, був опублікований на вебсайті Shueisha's Shonen Jump+ 13 травня 2019 року. Наразі опубліковано три томи. Томи 2 і 3 були перенесені з 1 травня на 13 травня 2020 року через занепокоєння COVID-19.

### Радіодрама
Радіодрама аніме транслювалася в листопаді 2012 року на телевізійному каналі TV Tokyo Sakiyomi Jum-Bang! програми, де кілька акторів голосу надають зразки голосу для героїв. Пізніше він був розповсюджений у грудні 2012 року на вебсайті Vomic Shueisha.

### Аніме
Аніме виходило з 6 квітня по 21 вересня 2014 року на MBS, інших JNN станціях та з англійськими субтитрами на Crunchyroll. З 1-13 сері опенінґом є «Imagination» від Spyair, а ендінґ «Tenchi Gaeshi» від Nico Touches the Walls. Для епізодів з 14 — 25 опенінґ — «Ah Yeah» від Sukima Switch, і ендінґ — «LEO» від Tacica. «Ah Yeah» також було як закінчення 14 епізоду. Аніме було ліцензоване для випуску цифрового та домашнього відео компанією Sentai Filmworks.
Другий сезон вийшов в ефір з 4 жовтня 2015 року по 27 березня 2016 року. Для епізодів з 1 по 13 опенінґом є «I'm a Believer» від Spyair, а ендінґ — «Climber» Galileo Galilei. Для епізодів 14 — 25 опенінґом є «FLY HIGH» від Burnout Syndromes, а ендінґ — «Hatsunetsu» від Tacica.
Третій сезон виходив з 8 жовтня по 10 грудня 2016 року. Опенінґ — «Hikariare» від Burnout Syndromes, ендінґ — «Mashi Mashi» від Nico Touches the Walls.
Опенінґ четвертого сезону — Phoenix" від Burnout Syndromes і ендінґ — «Kessen Spirit» від CHiCO with HoneyWorks. Він тривав 25 серій, перша частина виходила щотижня з 11 січня по 4 квітня 2020 року, друга частина виходила з 3 жовтня по 19 грудня 2020 року. Опенінґ — «Toppakō» від Super Beaver, ендінґ — «One Day» від Spyair.

### Збірники фільмів
Після виходу в ефір аніме вийшли додаткові фільми-компіляції. Після першого сезону і до виходу другого сезону у 2015 році вийшло два збіркові фільми. перший фільм Gekijō-ban Haikyu!! Owari to Hajimari вийшов 3 липня 2015 року і другий фільм Gekijō-ban Haikyu!! Shōsha to Haisha вийшов 18 вересня 2015 року. Ще два збіркові фільми були анонсовані після 3 сезону в березні 2017. Обидва фільми вийшли в вересні: перший — Haikyu!! Sainō to Sense 15, другий — Haikyu!! Concept no Tatakai 29 числа.

### Відео ігри
Haikyu!! Tsunage! Itadaki no Keshiki вийшов на Nintendo 3DS в Японії 25 вересня 2014 року. Haikyu!! Cross Team Match вийшов на Nintendo 3DS 3 березня 2016 року. Сьойо з'являється як допоміжний персонаж у бойовій грі Jump crossover fighting game J-Stars Victory VS для PlayStation 3, PlayStation 4 і PlayStation Vita.

## Персонажі
Хіната Сьойо (яп. 日向 翔陽, Хіната Сьойо)— першокурсник старшої школи Карасуно, грає на позиції центрального блокувальника, роблячи здебільшого торкання, а не повноцінні блоки. Є «сильнішою приманкою» Карасуно через свої високі стрибки при невеликому рості. Спочатку не злюбив Каґеяму, зазнавши при цьому труднощі зі вступом у команду, але пізніше найшли спільну мову. Після програшу команди Сьойо в середній школі тренувався з жіночою волейбольною командою. Попри те, що він ще новачок і в нього немає досвіду в офіційних іграх між волейбольними командами, він стрімко росте у своїх уміннях з кожним матчем.
Сейю: Мурасе Аюму
Каґеяма Тобіо (яп. 影山 飛雄, Каґеяма Тобіо) — першокурсник старшої школи Карасуно, позиція — зв'язуючий. Володіє дуже високою точністю пасу. У середній школі, Кітаґава Дайті, товариші по команді прозвали його «король майданчика» через егоїзм і неможливих для прийому пасів, через що Тобіо злиться, коли його так називають, однак після вступу в Карасуно поступово міняється. Уміє виконувати подачу в стрибку. По високих фізичних показниках може, також, приймати позицію догравальника, дана система почала практикуватись в грі с Сейдзьо, коли вийшов другий зв'язуючий команди — Суґавара. Спочатку прямий спайк випад Каґеями був зроблений в грі Карасуно — Некома, при останньому третьому торканню Каґеями, який шортом пробив по правому краю площадки вздовж лінії. Також Каґеяма відзначився в другому епізоді після паса, який був вдосконаленішим та швидшим з можливістю зупинятись у повітрі в потрібний для цього момент, цей пас призначався для Хінати в останній грі Карасуно проти Фукуродані в літньому таборі. Каґеяма достатньо серйозно ставиться до тренувань, кожен раз удосконалює свої навички, має хороший фізичний сан, тренує свої пальці за допомогою відтискань.
Сейю: Ісікава Кайто
Савамура Дайті (яп. 澤村 大地, Савамура Дайті) — капітан волейбольного клубу і третьокурсник старшої школи Карасуно, позиція — догравальник. Він є відмінним капітаном, вміє чудово надихати товаришів по команді, але страшний в гніві.
Сейю: Хіно Сатосі
Суґавара Косі (яп. 菅原 孝支, Суґавара Ко:сі) — віцекапітан волейбольного клубу і третьокурсник старшої школи Карасуно. Як і Каґеяма, є зв'язуючим, замінює його в потрібні моменти. Дуже добрий і чуйний. Добре розуміє почуття всіх членів клубу, за що його всі люблять.
Сейю: Іріно Мію
Адзумане Асахі (яп. 東峰 旭, Адзумане Асахі) — третьокурсник старшої школи Карасуно, займає позиції догравальника в загальному і діагонального зокрема. Відмовлявся повертатись в команду через страх бути знову «заблокованим». Через високий зріст і міцної статури його доволі часто приймають за хулігана. Насправді дуже добрий і чутливий, завжди відчуває велику відповідальність за свої помилки.
Сейю: Йосімаса Хосоя
Танака Рюноске (яп. 田中 龍之介, Танака Рю:носке) — другокурсник старшої школи Карасуно, позиція — догравальник. Він є стабільним і результативним гравцем. Більшість комічних моментів виникають саме через нього, наприклад, через його вираз обличчя і нестриманість. Любить, коли його називають семпаєм.
Сейю: Хаясі Ю
Нісіноя Ю (яп. 西谷 夕, Нісіноя Ю:) — другокурсник старшої школи Карасуно, ліберо. Виправдовує свою позицію ліберо, рятує м'яч в більшості випадків. Вибрав цю позицію, оскільки розумів, що вона дуже важлива і цікава. Відмовлявся грати без Асахі.
Сейю: Нобухіко Окамото
Енносіта Тікара (яп. 縁下 力, Енносіта Тікара) — другокурсник старшої школи Карасуно, позиція — догравальник.
Сейю: Масуда Тосікі
Цукісіма Кей (яп. 月島 蛍, Цукісіма Кей) — першокурсник старшої школи Карасуно, центральний блокуючий, найвищий гравець в команді. Він нерідко зверхньо дивиться на Хінату, стверджуючи, що той не повинен покладатись тільки на свою силу стрибків. Також він любить дражнити Каґеяму, називаючи його «королем».
Ямаґуті Тадасі (яп. 山口 忠, Ямаґуті Тадасі) — першокурсник старшої школи Карасуно, позиція — центральний блокуючий. Єдиний першокурсник, який не є в основному складі команди, через що був пригнічений, коли дізнався про це. Через це вирішив навчитись плануючої подачі у Макото Шімади та стати пінч подающим. Завжди ходить з Цукішімою, після того, як той врятував його від задирак в молодшій школі.
Сейю: Сайто Сома